# قسم ورزق الجنوبي الريفي (مقاطعة فريدن)
قسم ورزق الجنوبي الريفي (بالفارسية: دهستان ورزق جنوبی) هي منطقة سكنية تقع في البلدة المركزية في إيران. يقدر عدد سكانها بـ 8,862 نسمة .